# 旅立ちの唄 (Mr.Childrenの曲)
『旅立ちの唄』（たびだちのうた）は、日本のバンド・Mr.Childrenの31枚目のシングル。2007年10月31日にトイズファクトリーより発売された。

## 背景とリリース
通常盤のみの1形態で発売。シングルとしては前作から約9か月ぶりの発売となった。
アートディレクターは信藤三雄。「人生に迷った時、誰かにとってこの曲が、そして音楽が明日を指し示すコンパスになれれば」という願いが込められている。

## チャート成績
オリコンチャートでは『innocent world』から27作連続初登場1位を獲得し、シングル連続1位獲得数、通算1位獲得数共にKinKi Kidsを上回って、それぞれ歴代2位（当時）、歴代3位（当時）となった。初動売上は23.8万枚で、17thシングル『I'LL BE』以来14作ぶり、シングルカットを除くと『innocent world』以来26作ぶりに25万枚を下回ったが、累計売上は39.5万枚となり、前作を上回っている。

## 収録曲
| 全作詞・作曲: 桜井和寿、全編曲: 小林武史 & Mr.Children。 |                                                       |          |            |      |
| #                                                        | タイトル                                              | 作詞     | 作曲・編曲 | 時間 |
| 1.                                                       | 「旅立ちの唄」                                        | 桜井和寿 | 桜井和寿   | 5:37 |
| 2.                                                       | 「羊、吠える」                                        | 桜井和寿 | 桜井和寿   | 4:40 |
| 3.                                                       | 「いつでも微笑みを from HOME TOUR 2007.06.15 NAGOYA」 | 桜井和寿 | 桜井和寿   | 3:36 |
| 合計時間:                                                | 合計時間:                                             | 13:53    |            |      |

## 楽曲解説
1. 旅立ちの唄
  - 東宝系映画『恋空』主題歌[5]。
  - NTT東日本企業広告CMソング。
  - 発売前に、ライブツアー『Mr.Children HOME TOUR 2007 -in the field-』のアンコールの最後に初披露された。この時はキーとテンポが異なっており、1番はピアノ主体のアレンジバージョンであった[注 1]。ミュージック・ビデオはこのツアーの日産スタジアム公演のライブ音源・映像を用いている。
  - 13thアルバム『HOME』完成直後に生まれた楽曲。『恋空』の主題歌のオファーが来たのはその後のことだったが、桜井和寿は「まるで原作を読んでからつくったような感じがすごくしたので、大げさじゃなく、運命的な出会いのような気がした」という[6]。
  - タイトルに唄の漢字を用いたのは、過去に発表した自身の楽曲「名もなき詩」と「優しい歌」があったためとのこと[6]。
  - タイアップの関係上、Mr.Childrenではこの曲のみ音楽出版社はバーニングパブリッシャーズとなっている。
  - ミュージック・ビデオは、2008年12月10日発売の15thアルバム『SUPERMARKET FANTASY』の初回限定盤、2012年5月10日発売のベスト・アルバム『Mr.Children 2005-2010 <macro>』の初回限定盤、2018年3月21日発売のライブ・ビデオ『Mr.Children DOME & STADIUM TOUR 2017 Thanksgiving 25』に収録されている。監督は谷聰志。
  - 桑田佳祐が自身の番組『桑田佳祐の音楽寅さん 〜MUSIC TIGER〜』内の「寅さんが選んだ21世紀ベストソング20」の5位にこの曲を挙げ、歌唱した。
2. 羊、吠える
  - ライブツアー『Mr.Children HOME TOUR 2007 -in the field-』の期間中にレコーディングが行われた[7]。
  - 桜井曰く「ダメな男の歌」[8]。
  - 15thアルバム『SUPERMARKET FANTASY』に収録された。カップリング曲がアルバムに収録されたのは「空風の帰り道」以来となる。
3. いつでも微笑みを from HOME TOUR 2007.06.15 NAGOYA
  - 10thアルバム『IT'S A WONDERFUL WORLD』収録曲の「いつでも微笑みを」のライブ音源で、2007年6月15日に開催された日本ガイシホール公演の音源である。カップリング曲にライブ音源が収録されたのは「フラジャイル」以来となる。
  - ブラスセクションを特徴づけた新たなアレンジが施されており、曲中で桜井は原曲と一部異なる歌詞を歌っているが、歌詞カードには原曲のまま掲載されている。桜井は「ライブでこの曲をやった時にすごく楽しくって。音楽的にもやるたびに毎回毎回、表情が違うし、原曲より、もっといいアレンジでライブができたので、今回シングルに入れました」と述べている[8]。

## テレビ出演
| 番組名                                                | 日付           | 放送局     | 演奏曲                |
| ----------------------------------------------------- | -------------- | ---------- | --------------------- |
| ミュージックステーション                              | 2007年10月5日  | テレビ朝日 | 旅立ちの唄            |
| 音楽戦士 MUSIC FIGHTER                                | 2007年10月26日 | 日本テレビ | 旅立ちの唄            |
| ミュージックステーション                              | 2007年11月2日  | テレビ朝日 | 旅立ちの唄            |
| COUNT DOWN TV                                         | 2007年11月10日 | TBS        | 旅立ちの唄            |
| 恋うた2007                                            | 2007年11月16日 | NHK        | 旅立ちの唄            |
| 2007 FNS歌謡祭                                        | 2007年12月5日  | フジテレビ | 名もなき詩 旅立ちの唄 |
| ミュージックステーションスペシャル スーパーライブ2007 | 2007年12月21日 | テレビ朝日 | 旅立ちの唄            |
| HAPPY Xmas SHOW! 音楽とクリスマスが出会う夜           | 2007年12月23日 | 日本テレビ | ひびき 旅立ちの唄     |

## ライブ映像作品
旅立ちの唄
| 作品名                                         |
| ---------------------------------------------- |
| Mr.Children HOME TOUR 2007 -in the field-      |
| Mr.Children Dome Tour 2019 Against All GRAVITY |

## 収録アルバム
- 『SUPERMARKET FANTASY』 (#1, #2)
- 『Mr.Children 2005-2010 <macro>』 (#1)
- 『Mr.Children 2003-2015 Thanksgiving 25』 (#1)